# 雅克·馬凱特
雅克·馬凱特 S.J.（法語：Jacques Marquette，發音：[ʒak maʁkɛt]；1637年6月1日—1675年5月18日，有時也被稱為馬凱特神父（Père Marquette）或詹姆斯·馬凱特（James Marquette），是一位法國耶穌會傳教士，他創立了密歇根州的第一個歐洲人定居點蘇聖瑪麗，後來又創立了聖伊尼亞斯。1673年，馬凱特與出生在魁北克市附近的探險家路易·若列一起，成為第一批探索密西西比河谷北部並繪製地圖的歐洲人。